# As Somozas
As Somozas 43°32′9,79″B 7°55′27,62″T / 43,53333°B 7,91667°T là một đô thị của Ferrolterra phía tây bắc Tây Ban Nha ở tỉnh A Coruña trong cộng đồng tự trị của Galicia.

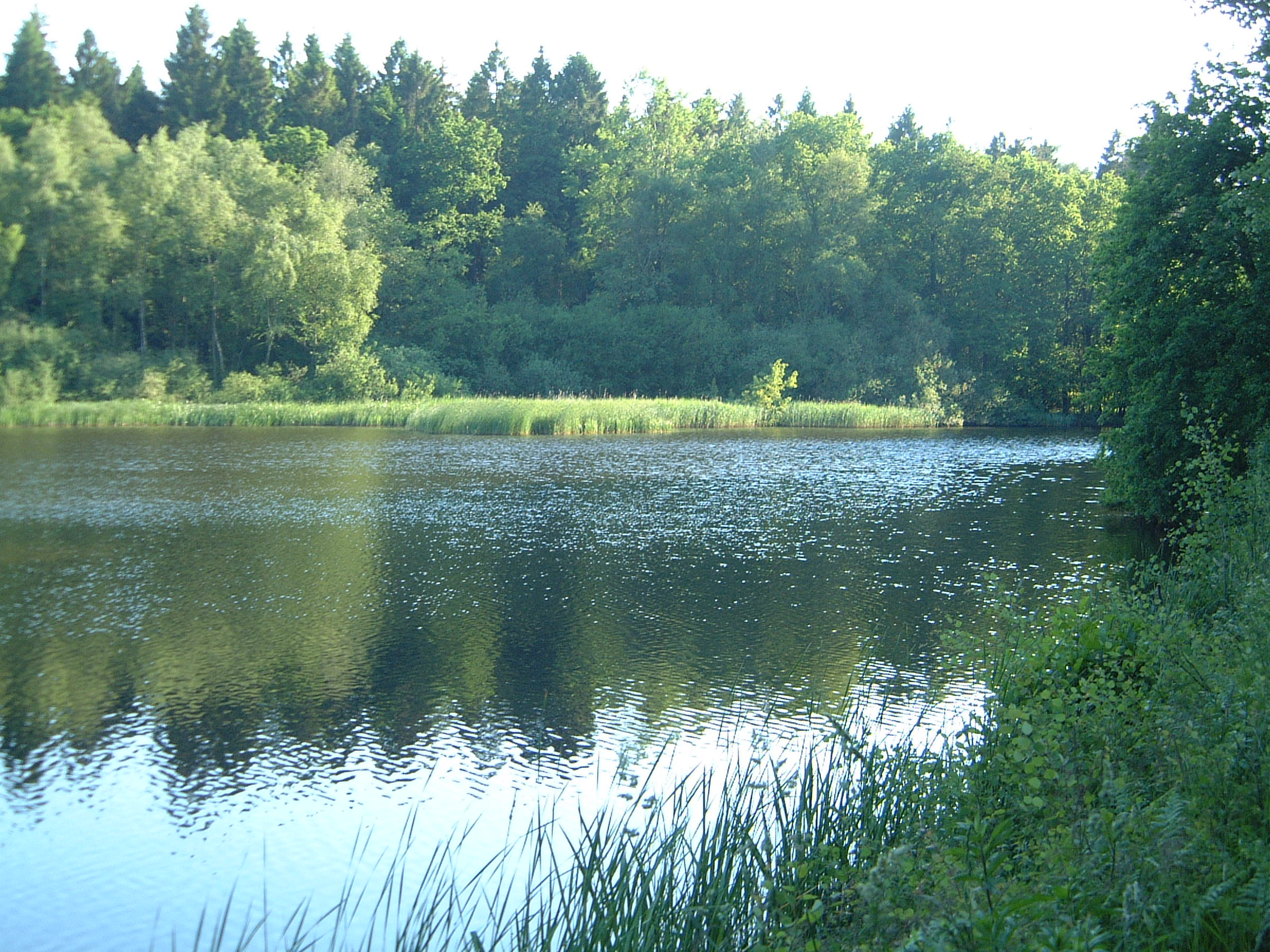
The "Fragas" of the River Eume National Park là một typical Atlantic Forest